# Jewar
Jewar es  un pueblo y nagar Panchayat situado en el distrito de Gautam Buddha Nagar en el estado de Uttar Pradesh (India). Su población es de 32269 habitantes (2011). 

## Demografía
Según el  censo de 2011 la población de Jewar era de 32269 habitantes, de los cuales 17188 eran hombres y 15081 eran mujeres. Jewar tiene una tasa media de alfabetización del 66,92%, inferior a la media estatal del 67,68%: la alfabetización masculina es del 75,95%, y la alfabetización femenina del 56,68%.